# Gustav Lothholz
Gustav Emil Lothholz (né le 29 décembre 1822 à Buttstädt  et mort le 18 juin 1903 à Halle-sur-Saale) est un professeur allemand et philologue classique. Lothholz est professeur de lycée dans diverses écoles ainsi que directeur de lycée à Putbus, Roßleben, Zeitz et Stargard-en-Poméranie.

## Biographie
Lothholz étudie au lycée de Weimar (de) de 1837 à 1843. À partir de Pâques 1843, il étudie la philologie et le droit à l'université d'Iéna. Il assiste à des cours des philologues Karl Wilhelm Göttling (de), Ferdinand Gotthelf Hand (de) et Ludwig Preller (de), ainsi qu'à des conférences juridiques de Wilhelm Franz Francke (de). Lothholz reste à Iéna pendant sept semestres et est senior au séminaire philologique pendant deux ans. Alors qu'il est encore étudiant à l'Université d'Iéna, il remporte un travail primé sur les lettres de Marcus Junius Brutus à Cicéron. Il étudie ensuite pendant deux semestres à l'Université de Berlin, où August Böckh, Karl Lachmann et Immanuel Bekker sont parmi ses professeurs. Il est également membre à part entière du séminaire philologique de l'Université de Berlin.
Lothholz termine l'examen d'État juridique et philologique et obtient son habilitation à l'Université d'Iéna, où il devient également maître de conférences privé. Dès septembre 1848, il obtient un emploi au lycée de Weimar, son ancienne école. Il y enseigne pendant 13 ans. À partir de septembre 1861, il est employé au lycée de Wernigerode. En septembre 1864, il prend la direction du lycée royal de Putbus sur l'île de Rügen. À peine deux ans plus tard, en septembre 1866, il est appelé à l'école de l'abbaye de Roßleben et à Pâques 1869, il devient directeur du lycée de Zeitz. À partir de septembre 1872, il est nommé au lycée royal Groening (de) de Stargard-en-Poméranie au même titre. Il y travaille jusqu'à sa retraite en 1888.
Gustav Lothholz décède le 18 juin 1903, à l'âge de 80 ans, à Halle-sur-Saale. Il est l'auteur de nombreuses publications spécialisées. Il peut poursuivre et achever l'ouvrage Geschichte der Pädagogik vom Wiederaufblühen klassischer Studien bis auf unsere Zeit de Karl Georg von Raumer (de). Il écrit 24 biographies pour l'Allgemeine Deutsche Biographie, pour la 13e édition du Brockhaus Conversations-Lexikon (publié de 1882 à 1887), il travaille comme salarié. Il publie de plus petits ouvrages et essais dans les programmes scolaires de ses lycées.

## Publications (sélection)
- Uebungen zum Uebersetzen aus dem Deutschen in’s Lateinische. Mauke, Jena 1852.
- Basilius des Großen Rede an christliche Jünglinge über den rechten Gebrauch der heidnischen Schriftsteller. Mauke, Jena 1857 (Digitalisat).
- Das Verhältniss Wolfs und W. v. Humboldts zu Göthe und Schiller. Angerstein, Wernigerode 1861. (Digitalisat).
- Beiträge zur Geschichte der Bedeutung Athens. Angerstein, Wernigerode 1864.(Digitalisat).
- Pädagogik der Neuzeit in Lebensbildern. Bertelsmann, Gütersloh 1897.